# Нерея Марті
Нерея Марті (ісп. Nerea Martí; нар. 2 січня 2002) — іспанська автогонщиця, колишній пілот W Series. З 2023 року виступатиме в Академії Формули-1.

## Кар'єра

### Картинг
Нерея Марті почала займатися картингом у віці 9 років на орендованій її батьком картинговій трасі. Трохи згодом вона підписала контракт з Fórmula de Campeones з метою брати участь у професійних автоспортивних змаганнях.

### Іспанська Формула-4
Марті дебютувала в іспанській Формулі-4 у 2019 році, фінішувавши на подіумі. Протягом сезону іспанська автогонщиця декілька разів посідала 7-ме місце, тим самим ставши 16-ю у чемпіонаті пілотів.

### W Series
У 2020 році Марті отримала право брати участь у W Series, чемпіонаті Формули-3 лише для жінок. Проте, сезон був скасований через COVID-19. Тоді Нерея взяла участь в чемпіонаті Іспанії з картингу, де посіла 8-ме місце у категорії KZ1.

#### 2021
Нерея Марті дебютувала у W Series у сезоні 2021. Вона змогла фінішувати на подіумі лише 1 разу — під час етапу на Хунгароринзі. Іспанська гонщиця змогла набрати очки у всіх 8 етапах, тим самим посівши у чемпіонаті пілотів 4-те місце.

#### 2022
У сезоні 2022 Марті здобула свою першу поул-позицію під-час етапу в Маямі. Протягом сезону вона двічі фінішувала на подіумі, але у 2-х гонках не змогла набрати очок, тим самим посівши лише 7-ме місце у чемпіонаті пілотів.

### Академія Формули-1
З 2023 року Марті братиме участь в новоутвореній автогоночній серії Академія Формули-1. Вона виступатиме за команду Campos Racing.

## Результати
| Сезон   | Серія                     | Команда                       | Гонки | Перемоги | Поули | Ш/кола | Подіуми | Очки | Місце |
| ------- | ------------------------- | ----------------------------- | ----- | -------- | ----- | ------ | ------- | ---- | ----- |
| 2019    | Іспанська Формула-4       | Fórmula de Campeones Praga F4 | 21    | 0        | 0     | 0      | 1       | 35   | 16-те |
| 2021    | W Series                  | Академія W Series             | 8     | 0        | 0     | 0      | 1       | 61   | 4-те  |
| 2021-22 | GT Winter Series          | BMW España Motorsport         | 12    | 5        | ?     | ?      | ?       | 234  | 2-ге  |
| 2022    | W Series                  | Quantfury W Series Team       | 7     | 0        | 1     | 0      | 2       | 44   | 7-ме  |
| 2023    | Зимовий чемпіонат Формули | Campos Racing                 | 2     | 0        | 0     | 0      | 0       | 7    | 10-те |
| 2023    | Академія Формули-1        | Campos Racing                 |       |          |       |        |         |      |       |

### Результати у W Series
| Сезон | Команда                 | 1      | 2      | 3     | 4     | 5     | 6      | 7      | 8      | Місце | Очки |
| ----- | ----------------------- | ------ | ------ | ----- | ----- | ----- | ------ | ------ | ------ | ----- | ---- |
| 2021  | Академія W Series       | АВТ1 7 | АВТ2 7 | ВЕЛ 5 | УГО 3 | БЕЛ 8 | НІД 4  | США1 8 | США2 8 | 4-те  | 61   |
| 2022  | Quantfury W Series Team | МАЯ1 6 | МАЯ2 3 | ІСП 8 | СІЛ 9 | ФРА 3 | УГО 12 | СІН 12 |        | 7-ме  | 44   |